# Wim Klever
Wilhelmus (Wim) Nicolaas Antonius Klever (Snelrewaard, 1930) is een Nederlandse filosoof. Zijn specialisatie ligt bij het gedachtegoed van Benedictus de Spinoza.

## Levensloop
Klever studeerde filosofie aan de Katholieke Universiteit Nijmegen en de Universiteit van Utrecht, waar hij ook in 1962 is gepromoveerd op het proefschrift Anamnèsis en anagôgè. Gesprek met Plato en Aristoteles over het menselijk kennen (Assen, Van Gorcum, 1962).
Klever was hoofddocent aan de Erasmus Universiteit in Rotterdam. Hij deed decennialang onderzoek naar het werk van Spinoza, naar zijn bronnen en naar de manier waarop zijn werk invloed heeft uitgeoefend. Ook bestudeerde hij leven en werken van de vrienden uit de kring rondom Spinoza en ontdekte daaromtrent een aantal nieuwe gegevens. Dit resulteerde in een aantal wetenschappelijke artikels en boeken.
Hij werd uitgenodigd om keynotes en gastcolleges te geven in onder meer Madrid, Ciudad Real, Osaka, Tokyo, Rio de Janeiro (2004) en Córdoba (2005).

## Persoonlijk
Klever is de vader van PVV-minister Reinette Klever.

## Werken
- Wim Klever, Ethicom, ofwel Spinoza's Ethica vertolkt in tekst en commentaar, Eburon Delft, 1996.
- Wim Klever, Mannen rondom Spinoza, Uitgeverij Verloren, Hilversum, 1997, ISBN 90-6550-563-6.
- Wim Klever, The sphinx. Spinoza reconsidered in three essays. Vrijstad, Doc Vision, 2000.
- Wim Klever, Spinoza classicus. Antieke bronnen van een moderne denker. Damon, Budel 2005.
- Wim Klever, Een nieuwe Spinoza in veertig facetten, Amsterdam, Wereldbibliotheek 1995.
- Wim Klever, Franciscus Van den Enden. Vrije Politijke stellingen. Met een inleiding. Amsterdam, Wereldbibliotheek, 1992.
- Wim Klever, Mandeville (1670-1733). Cynisch essayist op basis van SpInoza’s Ethica. Vrijstad 2010.
- Wim Klever, De historische Spinoza. Een nieuw profiel van een universeel wetenschappelijk genie. Vrijstad, eigen uitgave, 2018, 200 pp.
- Wim Klever, Franciscus van den Enden. Free Political Propositions and Considerations of State (1665). Text in translation from old Dutch; relevant biographical documents and a selection from Kort Verhael 1662. Introduction added. Vrijstad 2007. Ook op internet.
- Wim Klever, Boerhaave ‘sequax Spinozae’. De beroemde medicus als volgeling van Spinoza en eminente uitlegger van de Ethica. Vrijstad 2006.
- Wim Klever (Hrsg.), Die Schwere der Luft in der Diskussion des 17. Jahrhunderts Wiesbaden, Harassowitz 1997.
- Wim Klever, Jeugd en zindische jaren van G.J. P. J. Bolland. Amsterdam, N.Hollandse Uitgeverij 1969. (K.N.A.W.-reeks, 12.4).
- Wim Klever, Poortmans Repertorium der Nederlandse Wijsbegeerte, 1968-1977." Amsterdam, Buyten & Schipperheyn, 1983.
- Wim Klever, Hoofdstukken uit de Politieke Verhandeling, Amsterdam, Boom 1985.
- Wim Klever, Verba et sententiae Spinozae, or, Lambertus van Velthuysen (1622-1685) on Benedictus de Spinoza. APA Holland University Press 1991.
- Wim Klever, "Carneades. Reconstructie en evaluatie van zijn kennistheoretische positie." Erasmus Universiteit Rotterdam, CIF! 1982.
- Wim Klever, Burchard de Volder (1643-1709). A crypto-Spinozist on a Leiden cathedra. Life and works of a great scientist. LIAS 1988, 50 pp.
- Wim Klever, Locke's Disguised Spinozism
- Wim Klever, Een curieuze kwestie. Hudde in discussie met Spinoza, Van Limborch, Locke, en De Volder. 2009.
- Wim Klever, Spinozistic Hume. 2015.
- Wim Klever, Van den Enden’s radical political theory behind Spinoza’s radical political theory 2014.
- Wim Klever, Hardliner Spinoza on democratic nationalism: 2015.
- Wim Klever, Spinoza principle. History of 17th century critique of the cartesian hypothesis about inertia as a property of matter.